# Foresta mediterranea di Cipro
La foresta mediterranea di Cipro è un'ecoregione dell'ecozona paleartica, definita dal WWF (codice ecoregione: PA1206), costituita dall'isola di Cipro.
La regione fa parte della ecoregione globale 123 Formazioni forestali mediterranee, inclusa nella lista Global 200.

## Territorio
L'ecoregione della foresta mediterranea di Cipro comprende l'elevato e impervio massiccio del Troodos (Monte Olimpo, 1961 m), le colline e le pianure dell'isola (9251 km²). Climaticamente, l'ecoregione è caratterizzata da un netto gradiente altitudinale: il clima varia da quello caldo e semiarido delle pianure della parte centrale dell'isola (dove le temperature medie annue sono di circa 17-19 °C e cadono meno di 300 mm di pioggia all'anno) a quello freddo e umido delle zone montuose più elevate (dove le temperature medie annue sono di circa 9-13 °C e possono cadere fino a 1100 mm di pioggia all'anno). Le montagne di Cipro appartengono al sistema orogenetico alpino, e sono caratterizzate da una morfologia e da una composizione litologica molto complesse. Predominano le rocce ultrabasiche, come serpentini, diabasi, gabbri e lave a cuscino. Rocce sedimentarie cretacee e mioceniche, specialmente calcari, carne, arenarie e conglomerati, predominano ad altitudini meno elevate.

## Flora
L'ampia varietà altitudinale di questa ecoregione fa sì che si possano individuare in essa tipi di vegetazione diversi. Le quote inferiori si distinguono dalla prevalenza di foreste di querce sclerofille sempreverdi e semidecidue (Quercus coccifera, Q. infectoria), «macchie» di corbezzoli (Arbutus andrachne) e boschi di ginepri e cipressi (Cupressus sempervirens, Juniperus phoenicea). Nelle pianure più aride, (come la Messaria) dove cadono meno di 300 mm di pioggia all'anno, cresce una vegetazione arbustiva semiarida dove in passato crescevano olivi selvatici (Olea europaea), carrubi (Ceratonia siliqua) e giuggioli (Ziziphus lotus).
A medie altitudini, sono ampiamente diffuse foreste di pini mesofilli (Pinus brutia), mentre foreste di una specie endemica di quercia sempreverde (Quercus alnifolia) sono localmente abbondanti in alcune aree, come la parte occidentale del massiccio del Troodos - dove sono inoltre presenti anche le ultime foreste dell'endemico Cedrus libani var. brevifolia. Le zone più elevate dell'isola ospitano maestose foreste di pino di montagna (Pinus pallasiana) e boschi di ginepro (Juniperus foetidissima).
Delle 1750 specie di piante originarie di questa regione, 128 (circa il 7% del totale) sono endemiche. Le specie endemiche sono tutte diffuse sulle catene montuose: 87 specie crescono sul massiccio del Troodos, 57 sui monti Pentadaktylos, nel nord dell'isola, e 35 nella penisola di Akamas. Tra le specie endemiche più significative ricordiamo il raro e minacciato cedro di Cipro (Cedrus libani var. brevifolia), la quercia cipresso (Quercus alnifolia), un gran numero di specie a bulbo come Cyclamen cyprium, Tulipa cypria, Crocus cyprius, C. veneris, Scilla lochiae e Gagea juliae, e piante aromatiche come Nepeta italica subsp. troodi, Teucrium cyprium, T. micropodioides, Thymus integer, Salvia willeana e Origanum cordifolium.

## Fauna
Nonostante la fauna di questa ecoregione sia piuttosto ricca, il numero di endemismi è basso. Il grosso della fauna endemica, cone in tutte le grandi isole del mediterraneo, si estinse tra neolitico e fine del paleolitico, in concomitanza con l'arrivo dell'uomo e di altre specie invasive.
In particolare a Cipro vivevano  Elephas cypriotes/Palaeoloxodon cypriotes, un elefante nano,Hippopotamus minor, un ippopotamo pigmeo,e diverse specie oggi estinte di piccoli mammiferi. 
Un raro ed endemico erbivoro, il muflone di Cipro (Ovis aries ophion), comunque introdotto dall'uomo nel neolitico, sopravvive nelle foreste della regione. 
Queste foreste sono considerate un importante centro di biodiversità degli uccelli. In esse vivono circa 81 specie di uccelli, tra cui alcune specie endemiche come l'occhiocotto di Cipro (Sylvia melanothorax).

## Popolazione
L'isola di Cipro, che corrisponde all'intera ecoregione della foresta mediterranea cipriota, ospita una popolazione di circa 1,2 milioni di abitanti, distribuiti principalmente nelle grandi città costiere (Nicosia/Lefkosia, Limassol/Lemesos, Larnaca, Famagosta/Ammochostos e Paphos/Pafos), in numerosi centri rurali e in piccoli villaggi montani. Le principali aree urbane e agricole si concentrano nelle pianure e nelle zone costiere, mentre le zone montuose del Troodos e del Pentadaktylos sono meno densamente popolate e ospitano insediamenti di piccole dimensioni, dediti tradizionalmente all'agricoltura, alla pastorizia e alla silvicoltura.
La pressione antropica sulla foresta mediterranea di Cipro è storicamente elevata: già dall'antichità l'isola è stata intensamente sfruttata per la produzione di legname, la pastorizia e l'agricoltura, e la popolazione rurale ha modellato il paesaggio attraverso terrazzamenti, disboscamenti e incendi. Ancora oggi, in alcune aree di collina e montagna, la presenza di villaggi e attività agricole, turistiche e pastorali condiziona la frammentazione e la conservazione delle formazioni forestali residue.
Negli ultimi decenni, la crescita delle attività turistiche e residenziali, soprattutto lungo le coste e nelle principali città, ha ulteriormente ridotto la copertura forestale, aumentando la pressione sugli habitat naturali, in particolare su quelli più accessibili. Tuttavia, in molte aree montane, la progressiva riduzione delle attività tradizionali e lo spopolamento rurale hanno favorito la parziale rigenerazione spontanea della vegetazione, in particolare dei pini e dei ginepri, e la sopravvivenza di nuclei forestali di maggiore pregio naturalistico.
Le foreste di Cipro rappresentano oggi una risorsa strategica per la biodiversità, la protezione dei suoli, il paesaggio e il turismo escursionistico. Il coinvolgimento delle comunità locali nelle iniziative di tutela, la gestione sostenibile delle risorse e il rafforzamento delle aree protette sono elementi cruciali per la conservazione a lungo termine di questa preziosa ecoregione mediterranea.

## Conservazione

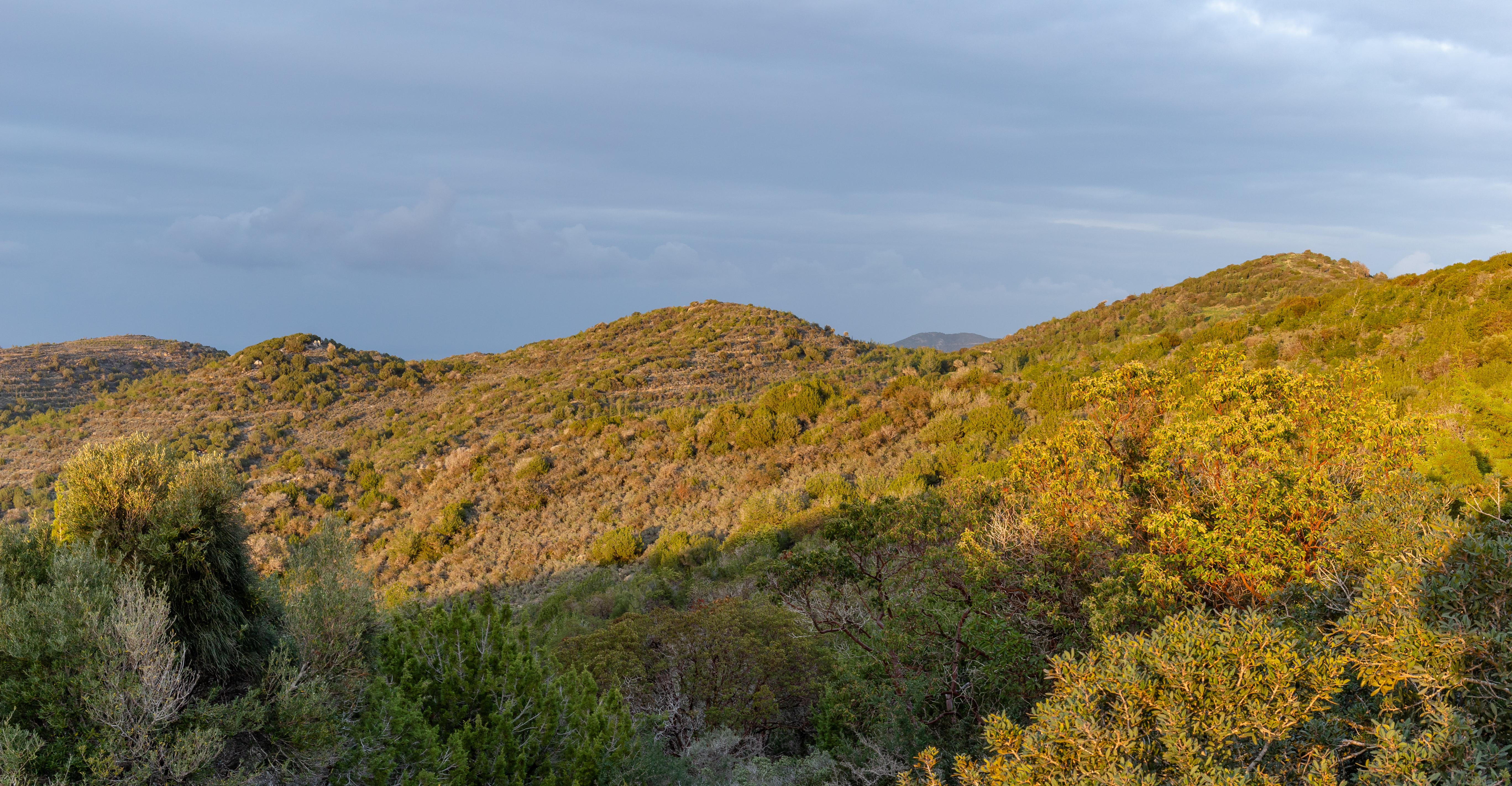
Panorama nella penisola di Carpassia, Cipro del Nord

Le foreste di questa ecoregione, che sono notevolmente diminuite di estensione e si stanno ancora riprendendo dall'intenso sfruttamento, coprono circa il 18% dell'isola (il 31% delle aree situate al di sopra dei 1000 m di altitudine). Durante l'età classica, Cipro costituiva un importante centro per la costruzione delle navi e l'esportazione del legname. Il numero di abitanti e i periodi di prosperità hanno subito cicliche fluttuazioni durante il dominio romano, bizantino e ottomano, con un susseguirsi di uso e abuso delle risorse forestali. Durante il XIX secolo, l'isola ospitava la popolazione di capre più numerosa di tutte le isole del Mediterraneo. Il sovrapascolo e gli incendi appiccati volutamente per creare nuovi pascoli hanno contribuito alla trasformazione di vaste aree di foresta primaria in boscaglie degradate. Il dissodamento del suolo e i terrazzamenti hanno distrutto la maggior parte delle foreste di querce decidue (Quercus infectoria) dell'isola, tanto che oggi ne rimangono soltanto piccoli boschetti o alberi solitari sparsi tra le terrazze coltivate a cereali.
Anche delle foreste di cedri ne rimangono solamente poche centinaia di ettari. Le foreste di pino nero vengono tuttora sfruttate intensamente per il legname, e al giorno d'oggi pini secolari e ginepri si rinvengono solo sulle sommità rocciose più elevate delle cime del massiccio del Troodos. La prevalenza di substrati ultrabasici è correlata alla presenza di suoli molto poveri, e rende il ripristino del suolo un processo molto lento e difficile.